# 小倉宏文
小倉 宏文（おぐら ひろふみ）は、日本の男性アニメーション演出家、アニメーション監督。岡山県出身。

## 来歴
サンライズ出身。現在はフリーとして活躍している。2010年には自身の初の監督作品として『黒執事II』を手掛けた。『エリアの騎士』の監督を務めて以降、シンエイ動画作品での活躍も多くなってきている。

## 作品リスト

### テレビアニメ
1996年
- バーチャファイター（制作進行）
- ガンバリスト!駿（制作進行）

2000年
- 星界の断章 -誕生-（演出助手）
- アルジェントソーマ（演出助手・制作進行）

2001年
- Z.O.E Dolores, i（演出・演出助手）

2002年
- 犬夜叉（演出）
- 激闘!クラッシュギアTURBO（絵コンテ・演出）
- Witch Hunter ROBIN（演出）

2003年
- キディ・グレイド（演出）
- 出撃!マシンロボレスキュー（絵コンテ・演出）
- ヤミと帽子と本の旅人（絵コンテ）

2004年
- DAN DOH!!（絵コンテ・演出）
- SAMURAI 7（演出）
- 今日からマ王!（演出）

2005年
- 焼きたて!!ジャぱん（演出）
- まじめにふまじめ かいけつゾロリ（絵コンテ・演出）

2006年
- 銀魂（絵コンテ・演出）
- 結界師（絵コンテ・演出）
- ルパン三世 セブンデイズ・ラプソディ（絵コンテ・演出）

2007年
- 少年陰陽師（演出）
- 桃華月憚（絵コンテ・演出）

2008年
- ルパン三世 sweet lost night 〜魔法のランプは悪夢の予感〜（演出）
- あまつき（絵コンテ・演出）
- 破天荒遊戯（演出）
- 黒執事（絵コンテ・演出）
- テイルズ オブ ジ アビス（絵コンテ・演出）

2009年
- ヤッターマン（オープニング演出）
- 戦う司書 The Book of Bantorra（絵コンテ・演出）
- クレヨンしんちゃん（絵コンテ・演出）

2010年
- 黒執事II（監督・絵コンテ・エンディング絵コンテ演出）

2011年
- 銀魂'（絵コンテ・演出）

2012年
- エリアの騎士（監督・シリーズ構成・絵コンテ・オープニング絵コンテ演出）

2013年
- 幕末義人伝 浪漫（監督・絵コンテ・演出・オープニング・エンディング絵コンテ演出）
- 超次元ゲイム ネプテューヌ THE ANIMATION（演出）

2014年
- Z/X IGNITION（絵コンテ・演出）
- デュエル・マスターズ VS（絵コンテ・演出）
- ジョジョの奇妙な冒険 スターダストクルセイダース（絵コンテ・演出）

2015年
- ドラえもん（絵コンテ・演出）
- 銀魂゜（絵コンテ・演出）
- 新あたしンち（監督・絵コンテ・演出・オープニング絵コンテ演出）

2016年
- デュエル・マスターズ VSRF（絵コンテ・オープニング絵コンテ）

2017年
- 笑ゥせぇるすまんNEW（監督・脚本・絵コンテ）

2018年
- からかい上手の高木さん（絵コンテ・演出）
- キャプテン翼（第4作）（シリーズディレクター）

2019年
- ぬるぺた（監督・絵コンテ・演出）

2020年
- 歌舞伎町シャーロック（絵コンテ）
- ドラえもん（監督（3代目））

2021年
- はたらく細胞!!（監督・絵コンテ・演出）

2022年
- トモダチゲーム（監督・絵コンテ）

2025年
- ギルドの受付嬢ですが、残業は嫌なのでボスをソロ討伐しようと思います（絵コンテ）
- 魔神創造伝ワタル（絵コンテ）

### 劇場アニメ
2001年
- 犬夜叉 時代を越える想い（演出）

2002年
- 犬夜叉 鏡の中の夢幻城（演出）

2003年
- 犬夜叉 天下覇道の剣（演出）

2004年
- 犬夜叉 紅蓮の蓬莱島（助監督・絵コンテ・演出）

2005年
- 劇場版 甲虫王者ムシキング グレイテストチャンピオンへの道（演出（神保昌登と共同））

2006年
- まじめにふまじめかいけつゾロリなぞのお宝大さくせん（演出）

2009年
- 劇場版ヤッターマン 新ヤッターメカ大集合!オモチャの国で大決戦だコロン!（演出）

### Webアニメ
2015年
- アニメで分かる心療内科（監督・シリーズ構成・脚本・絵コンテ・演出）

時期不明
- 押忍！番長動画劇場!!（絵コンテ・演出）